# 사우스 오클랜드 레인저스 AFC
사우스 오클랜드 레인저스 FC(South Auckland Rangers Association Football Club)는 노던 리전 풋볼(Northern Region Football)에 소속된 뉴질랜드의 축구단이다 .
구단은 오클랜드 마누카우에 있는 새로운 롱네마이 파크에서 홈 경기를 갖는다.
현재까지 채텀 컵에 정기적으로 참가하고 있으며, 1995년 에 최고의 성적을 거두고 5라운드(마지막 16강)에 진출했다.